# 文成镇 (阆中市)
文成镇，是中华人民共和国四川省南充市阆中市下辖的一个乡镇级行政单位。2019年10月，撤销东兴镇和清泉乡，将其所属行政区域划归文成镇管辖。

## 行政区划
文成镇下辖以下地区：
文成社区、大石村、灵城村、白沙村、双山村、梁山村、大桥村、白庙村、青龙村、云台村、罐山村和土城村，龙山坪村、独鹰嘴村、宝安村、泥池村、柏垭子村、东岳坝村、石塔村、大力宫村、大堰口村、井溪河村、龙洞村和龛溪村，清泉村、龙王庙村、阳垭村、中岭村、油坊村和东阳村。